# Fargues (Gironda)
Fargues è un comune francese di 1 695 abitanti situato nel dipartimento della Gironda nella regione della Nuova Aquitania.

## Società

### Evoluzione demografica
Abitanti censiti